# Brunettia impudica
Brunettia impudica är en tvåvingeart som beskrevs av Duckhouse 1991. Brunettia impudica ingår i släktet Brunettia och familjen fjärilsmyggor. Inga underarter finns listade i Catalogue of Life.